# Wong Ching-po
Wong Ching-Po (黃精甫; nascut el 1973) és un director de cinema de Hong Kong. És conegut per dirigir pel·lícules com Pandora's Box i Once Upon a Time in Shanghai.

## Filmografia
- Fu bo (2003)
- Jiang Hu (2004)
- Mob Sister (2005)
- A Decade of Love (2008)[2]
- Revenge: A Love Story  (2010)
- Let's Go! (2011)
- Once Upon a Time in Shanghai (2014)
- Pandora's Box 2021 (2021; 天目危机)
- The Pig, The Snake and The Pigeon (2023)